# محمد خانلو

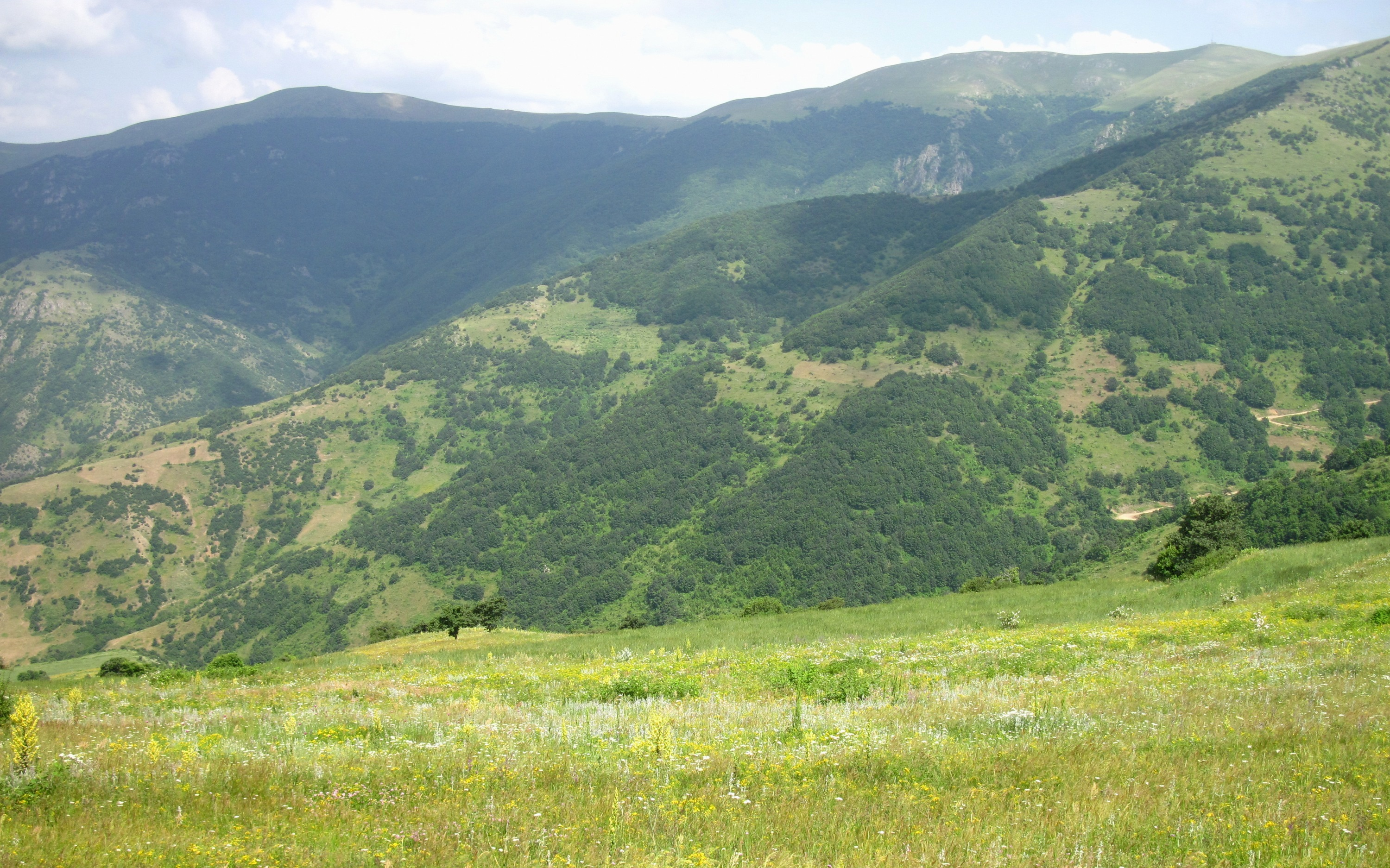
چپرلی، ییلاق محمد خانلوها در نزدیکی روستای عباس‌آباد

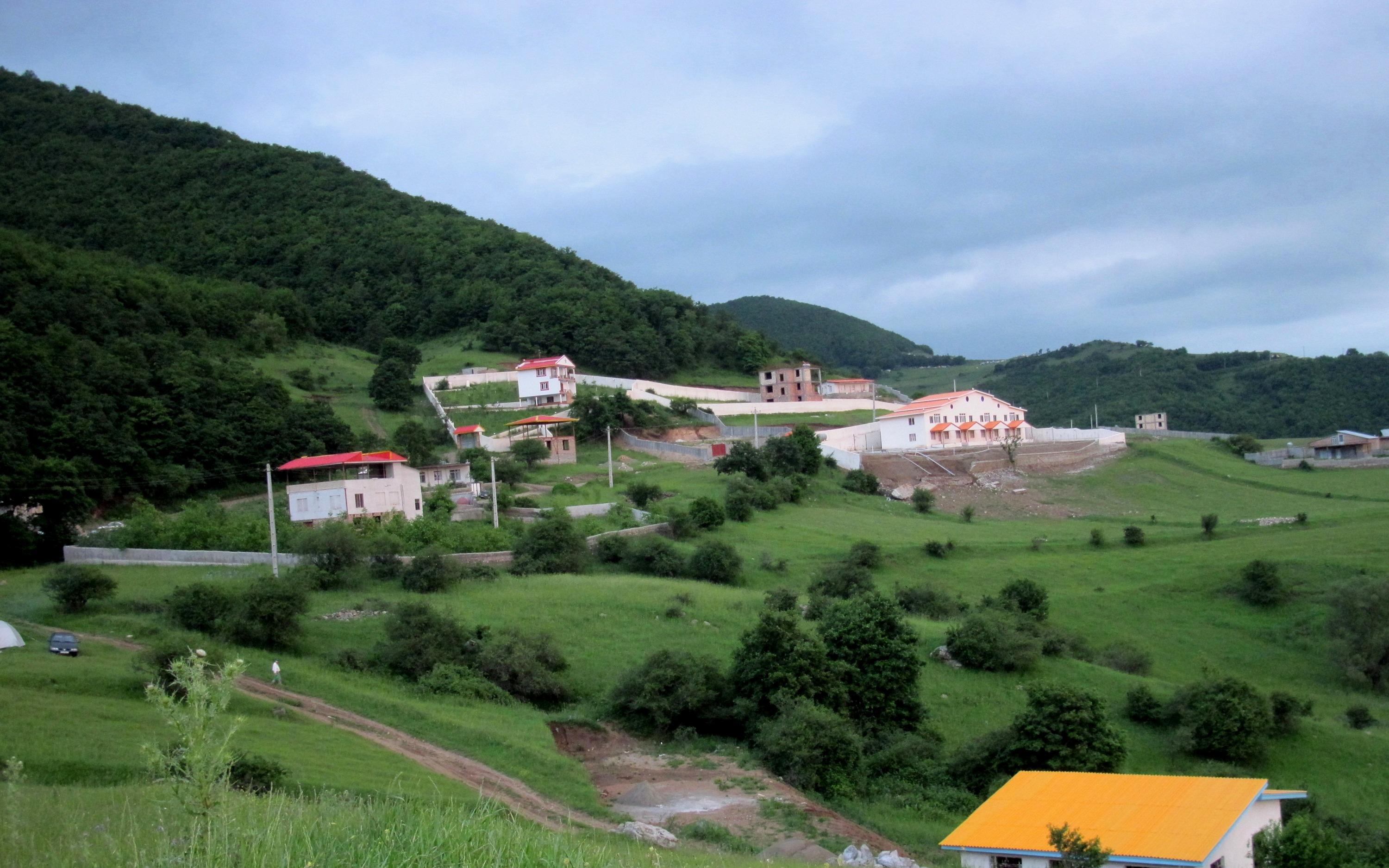
سکونتگاه تابستانی محمد خانلوهای مرفه در روستای گرمناب و محمدخانلوهای واقع در مرز رودخانه ارس در روستای گردشگری قاقالو

محمد خانلو (Mohammad Khanlu)یکی از ایل‌های ارسباران که عمدتاً در مجموعه عشایر ارسباران است. ییلاق این ایل کوه‌های اطراف مرزرود ومحمودآباد قشلاق آن در حیدرکانلو و روستاهای مجاور آن قرار داشت. در مورد ایل محمد خانلو، مراتع ییلاق و زمین‌های قابل کشت قشلاق ملک خان بود.
در حال حاضر محمد خانلوها کوچ نشینی را کنار گذاشته، و اکثراً به شهرک‌های حاشیه تهران مهاجرت کرده‌اند. تعداد اندکی از خانوارها هنوز، همراه با کشاورزی در جلگه‌های کناره ارس، به دامداری نیز مشغول اند و در ماه‌های گرم سال به چراگاه‌هایی مانند چپرلی، آغداش و نوشادره عباس‌آباد (خداآفرین) عباس‌آباد (محمد قلی یوردی یا قدی یوردی) و در گذشته دور ییلاق جیلی و دیر روستای بهروزومازگر (تاتار یوردی دامداران اهل روستای تاتار) کوچ می‌کردند.
سرهنگ بایبوردی در تاریخ ارسباران (ص. ۱۵۵) می‌نویسد: محمدخانلوها از ایلات خوشنام قره داغ بوده و در ایام بلوا و تهاجم حاجی خواجه لوها به اهر، شجاع الممالک و عبدالصمدخان صمصام محمدخانلو با سواران خود در دفاع از اهر با امیر ارشد و اهالی تشریک مساعی کرده و کمک نموده‌اند.

## تاریخچه
طبق نوشته‌های سرهنگ بایبوردی(تاریخ ارسبارانٰ ص. ۱۵۵)، انور چنگیزاوغلی و محمد حافظ زاده (ص. ۳۱۳) این ایل از چلبیانلوها مشتق شده، در روستاهای کوهستانی شمال کلیبر و جنوب رود ارس قشلاق داشته که بیشتر تخته قابو شده‌است. آبادی‌های نوار مرزی خدا آفرین غالباً از افراد محمدخانلو هستند که به مرور در آن نواحی اسکان و قشلاقات مزبور به اسم آنها موسوم شده‌اند.
سر سلسله و جد اعلای ایل محمدخانلوها، محمدخان (زاده:؟ - مرگ: ؟) فرزند باقرخان چلبیانلو (پسر ارشد محمدولی سلطان) و برادر بزرگتر احمدخان و محمودبیگ می‌باشد. محمدخان به هنگام شهادت پدرش (باقرخان) و برادرش (احمدخان) در جنگ هرات در خدمت پدر بوده‌است. محمدشاه قاجار به به برادرش قهرمان میرزا دستور می‌دهد که محمدخان و محمودبیگ (برادرش) را از لباس عزا درآورند. طی فرمان دیگری که در اوایل سلطنت ناصرالدین شاه قاجارصادر شده ریااست محال کیوان، مینجیوان، میشه پارا و قسمتی از کلیبر به عهده محمدخان موکول می‌شود.
از حاصل ازدواج محمدخان با نبات خانم سه فرزند بجا مانده که هر یک بخشها و املاک بزرگی از منطقه خداآفرین را ریاست و حکمرانی کرده‌اند (به ترتیب سن): جوادخان، سلطنت خانم و حاج صفقلی خان. جوادخان صاحب دو فرزند پسر به نامهای فرخ خان لیثی و شیریندیل خان شده ولی چون زود جوانمرگ می‌شود، فرزندان آن به ریاست ایلی نمی‌رسند. خواهر محمدخان (با نام نامعلوم) سر زا اول از دنیا می‌رود که از آن دختری به نام ماه پری زنده می‌ماند و زن نخست حاج صفقلی خان می‌شود.
حاجی صفقلی خان در قلعهٔ ای، که بر بالای صخره‌ای بین روستای گاویران و ییلاق چپرلی بنا کرده بود، زندگی می‌کرد. خرابه‌های قلعه هنوز موجود است. بعلت نرمخویی افراطی حسین خان (پسر بزرگ و جانشین حاجی) ریاست ایل در حدود سال ۱۳۱۰ به عبدلله خان، شوهر خواهر حسین خان، انتقال یافت. حسین خان باقی عمر خود را، فارغ از مناقشات میان قبیله‌ای، در روستای عباس‌آباد کنار همسر خود، که از خانواده‌ای رعیت بود، سپری کرد. در حال حاضر سه پسر حسین خان، با نام خانوادگی لیثی، در قید حیات هستند و هنوز مردم محل آن‌ها را با لقب خان نام می‌برند.
اسدالله خان آخرین نماینده کلیبر در مجلس شورای ملی بود و به علت وابستگی به رژیم شاه اموالش مصادره شد و خود نیز مدتی را در زندان گذراند. عامل اصلی این اقدامات فردی به نام حسن بهروزیه بود، که به نمایندگی دوره نخست مجلس شورای اسلامی انتخاب گردید ولی اعتبار نامه آاش تصویب نشد و مدتی بعد اعدام شد و به قولی دیگر در اثر شکنجه دچار نارسایی کلیه شد و در در سال ۶۱ جان باخت. در طی جنگ‌های داخلی بعد از جنبش مشروطیت محمد خانلوها، به تبعیت از ایل متحدشان چلبیانلو، طرف استبدادیون را گرفته و با سپاه رحیم خان چلبیانلو همراهی کردند، علی‌رغم آنکه پدر رهبر نیروهای مشروطه خواه، ستار خان قرداغی، فرزند حاج حسن بزاز قره داغی از طایفه محمد خانلو بودومادرش ار روستای موسی کندی ایل حسن بگلوبود. بعد از شکست رحیم خان در ۱۹۰۹، امیر ارشد از ایل حاج علیلو خلأ قدرت در ارسباران را پر کرد. او با کمک نیروهای دولتی محمد خانلوها ومتحداشان را در زمستان۱۹۱۰ تاازشرق تا نزدیکی حسرتان و از غرب درحوالی آقداش (توپخانه) مغلوب کردندوایل حاج علیلوها اروستای وینق (وینه) گذشتندتا نوارمرزی رود ارس رسیدند بعد آن به غارت اموال و کشتارمردم دست زدند. گروهی از محمد خانلوها بسوی آن طرف مرز قره باغ وآق دام مهاجرت کردندگروهی دیگر قبل ازجنگ با اطلاع خوانین حسن بگلوازروستاهای کناره رود ارس به (حیدر کانلو) (روایتی ۱۶قاطرباحمل بار) و اطراف کلیبر (خان نوغدی وپیغام) به طرف دهستان حسن‌آباد بالخصوص روستای دمیرچی حداددان مهاجرت و در اطراف روستا به کار آهنگری مشغول شدند. . بعد از تمام شدن جنگ واختلاف اهالی باخوانین حسن بگلو به روستاهای میشه پاره و میجوان از جمله بهروز -کلشلو -آینالی -گاویران -عباس‌آباد -گرمناو- -الهرد رفتند
در طی حکمرانی فرقه دموکرات آذربایجان، از آذر۱۳۲۴ تا آذر ۱۳۲۵ خ. / دسامبر ۱۹۴۵تا دسامبر ۱۹۴۶م. محمد خانلوها طرف دولت مرکزی را گرفته واتحاد با ایل حسن بگلو و با فداییان فرقه دموکرات (فرقه چی‌ها) وارد جنگ چریکی شدند.
. نتیجه آنکه عبدالله خان محمدخانلو در اهر و رضاقلی خان محمدخانلو در قم تپه تبریز تیرباران شدند. اسدالله خان محمدخانلو عشایر فرزند عبدالله خان که در زمان پیروزی ارتش شاهنشاهی بر نیروهای باقی مانده فرقه ۲۴ سال سن داشت با فداییان فرقه درگیر شد. وی، بنا بر ادعای بعضی وبلاگها و کتاب باریش مرندلی، پدر و پسری که فدایی فرقه بوده‌اند را زخمی، دستگیر و با نفت آتش زده‌است. ابراهیم فرزند علی از قریه موتالیق (گرمادوز مغان) و مشهدی پسر ابراهیم که از سواران ستارخان در انقلاب مشروطه بوده‌اند. این پدر و پسر ضد فیودال بودند. اسدالله خان در انتخابات بیست و چهارمین دوره مجلس شورای ملی (سال ۱۳۵۴) نامزد حوزه انتخابیه کلیبر شد و توانست با کسب ۶۰٪ رای به نمایندگی مجلس انتخاب شود. بعد از پیروزی انقلاب اسلامی، به دلیل عضویت در مجلس که از طرف نیروهای انقلابی طاغوتی خوانده می‌شد زندانی شد ولی با همکاری آیت الله مدنی (امام جمعه وقت تبریز) بخشوده و در خانه تا آخر عمر محصور ماند. املاک وی توسط پاسداران انقلاب اسلامی مصادره شد.

## آمار تیره‌های‌های ایل محمد خانلو در آستانهانقلاب سفید
انقلاب سفید نقشی عمده در فروپاشی نهایی ساختار ایلی ایران داشته‌است. بدین جهت، آمار جمعیّت عشایری در آستانه این تحوّل اوج اقتصاد دامپروری را مشخص می‌کند. این آمار، بر اساس داده‌های پرونده‌های ارتش (تبریز)، به قرار زیر است. توجه شود که نام تیره‌هأ بر مبنای نام روستای قشلاقی تیره است و تعداد خانوارها در داخل پرانتز نوشته شده‌است.
حیدرکانلو (تیره رئیس وقت، ۶۰)، صفرلو (۵۵)، طوعلی سفلی (۵۰)، طوعلی علیا (۳۵)، زرنق (۳۵)، خمارلو (۶۰)، زنبلان (۸۰)، جانانلو (۶۰)، دریلو (۴۰)، شجایلو‎ و مفروضلو (۸۰)، کورزق (۱۶)، ستن و مسجدلو (۱۲۰)، تالان دره (۷۰)، بایدوق‎ (۳۰)، لوتجان (۵۰)، سقه سای (۵۰)، گاوآهن (۵۰)، قشلاق کرانلو (۴۰)، ابریق (۲۵)، ساریجالو همنشین (۲۵)، مشهدحسنلو‎ (۲۵)، شاه یوردی (۲۰). در منبع مذکور بدلایلی از تیر ه‌های زیر نام برده نشده‌است: تاتار علیاوسفلی، قاقالو، همان، بابایلوجانانلو و بولدوز قره‌قوچ. شاه حیدر
تا اوایل دهه ۱۹۶۰ برخی خانواده‌ها در روستاها مستقر شده و به کشاورزی مشغول بودند. تا اوایل دهه ۱۹۶۰ برخی خانواده‌ها در روستاها مستقر شده و به کشاورزی مشغول بودند. مالکین پنج روستای عباس‌آباد، الهرد و گرمناب و یوسفلو و روستای بهروز از نسل محمد خان بودند. ضمن یادآوری
روستای یوسفلوو الهرد و گاویران و قره توپراق توسط حاج نعمت نجاتی (دامداران اهل کورزه) و مالک روستای مزکر (مازگر) خریداری شد.